# Водно (Силистренская область)
Водно (болг. Водно) — село в Болгарии. Находится в Силистренской области, входит в общину Дулово. Население составляет 939 человек.

## Политическая ситуация
В местном кметстве Водно, в состав которого входит Водно, должность кмета (старосты) исполняет Мюмюне Мехмед Адил (Движение за права и свободы (ДПС)) по результатам выборов.
Кмет (мэр) общины Дулово — Митхат Мехмед Табаков (Движение за права и свободы (ДПС)) по результатам выборов.